# Église du Saint-Esprit de Stalać
Pour les articles homonymes, voir Église du Saint-Esprit.
L'église du Saint-Esprit de Stalać (en serbe cyrillique : Црква Светог Духа у Сталаћу ; en serbe latin : Crkva Svetog Duha u Stalaću) est une église orthodoxe serbe située à Stalać, dans le district de Rasina et dans la municipalité de Ćićevac en Serbie. Elle est inscrite sur la liste des monuments culturels de grande importance de la république de Serbie (identifiant no SK 1063),,.

## Présentation
L'église, dédiée à la Descente du Saint-Esprit sur les Apôtres, est située au pied de la forteresse de Stalać. La date de sa construction est difficile à déterminer. Lors de fouilles effectuées dans ses fondations, les archéologues ont mis au jour une pièce d'or byzantine remontant au Xe siècle et des bijoux en argent. Par leur style, les vestiges de fresques remontent à la fin du XIVe siècle ou au début du XVe siècle. Les parties de briques ressemblent à celles de l'église du monastère de Koporin qui datent de la même période, immédiatement postérieure à la bataille de Kosovo Polje (1389).
L'église, de dimensions modestes, est dotée d'une nef unique. Ses façades latérales sont ornées d'arcatures aveugles.